# Єльничний
Єльничний (рос. Ельничный) — селище в Саткинському районі Челябінської області Російської Федерації.
Населення становить 157 осіб (2010). Входить до складу муніципального утворення Бакальське міське поселення.

## Історія
Згідно із законом від 17 листопада 2004 року органом місцевого самоврядування є Бакальське міське поселення .

## Населення
| 2002 | 2010 |
| ---- | ---- |
| 154  | ↗157 |